# Proširenje Europske unije
Europsku uniju osnovalo je 1957. godine šest država kao Europsku ekonomsku zajednicu. Ovoj zajednici prethodila je Europska zajednica za ugljen i čelik koja je osnovana 1952. godine. Danas Europska unija ima 27 zemalja članica koje su postupno pristupale članstvu u šest procesa proširenja. Najveće proširenje bilo je 1. svibnja 2004. kad je uniji pristupilo 10 država. Najnedavnije proširenje bilo je 1. srpnja 2013., kad je članica unije postala Hrvatska.
Trenutačno su u fazi pregovori o članstvu s nekoliko država. Da bi neka država mogla pristupiti Europskoj uniji, mora zadovoljiti određene gospodarske, političke i pravne uvjete (tzv. kopenhagenski kriteriji). U osnovi, od moguće države članice zahtjeva se sekularna demokratska vlast, vladavina prava, te odgovarajuće slobode i institucije. Po Ugovoru o Europskoj uniji svaka država članica kao i Europski parlament moraju posebno pristati na svako proširenje.
Ugovor iz Nice koji je stupio na snagu 2003. nije omogućavao članstvo za više od 27 država. Daljnje proširenje Europske unije omogućio je Lisabonski ugovor koji je stupio na snagu 2009.

## Povijest proširenja Europske unije
- 9. svibnja 1950. — francuski ministar vanjskih poslova Robert Schuman predstavlja svoj prijedlog o ujedinjenoj Europi koji je poznat kao Schumanov plan. Ovo se smatra početkom današnje Europske unije.
- 23. srpnja 1952. — Pariškim ugovorom osnovana je Europska zajednica za ugljen i čelik. Zemlje utemeljiteljice bile su zemlje Beneluxa (Belgija, Nizozemska i Luksemburg), Francuska, Italija i Zapadna Njemačka.
- 25. ožujka 1957. — članice EZUČ-a osnovale su Europsku ekonomsku zajednicu koja kasnije postaje Europska zajednica.
- 3. srpnja 1962. — Alžir napušta Europsku zajednicu nakon dobivanja neovisnosti od Francuske.
- 1. siječnja 1973. (prvo proširenje) — Danska, Irska, i Ujedinjeno Kraljevstvo pristupaju EZ-u (Norveška je potpisala dogovor, ali ga nije ratificirala zbog odbijanja pristupanju zajednici na nacionalnom referendumu).
- 1. siječnja 1981. (drugo proširenje) — Grčka pristupa Europskoj zajednici.
- 1. siječnja 1985. — Grenland napušta Europsku zajednicu nakon referenduma. Ovo je bilo moguće zbog devolucije koju je Danska odobrila Grenlandu šest godina ranije.
- 1. siječnja 1986. (treće proširenje) — Portugal i Španjolska pristupaju EZ-u.
- 3. listopada 1990. — ujedinile su se Istočna i Zapadna Njemačka, čime je bivša Istočna Njemačka uključena u EZ. Ovim se povećao broj stanovnika zajednice, kao i površina, ali ne i broj članica.
- 1. studenog 1993. — na snagu stupa Ugovor iz Maastrichta čime je službeno osnovana Europska unija.
- 1. siječnja 1995. (četvrto proširenje) — Austrija, Finska i Švedska pristupaju EU (Norveška je potpisala dogovor, ali ga nije ratificirala zbog ponovnog odbijanja pristupanju zajednici na referendumu).
- 1. svibnja 2004. (peto proširenje, prvi dio)[1] — u EU su primljene Cipar, Češka, Estonija, Litva, Latvija ,Mađarska, Malta, Poljska, Slovačka i Slovenija. Ovo je najveći broj država koje su odjednom primljene u EU.
- 1. siječnja 2007. (peto proširenje, drugi dio) — članice EU postaju Bugarska i Rumunjska.
- 10. listopada 2010. — karipski otoci Bonaire, Saba i Sint Eustatius postali su izravni dio Nizozemske kao posebne općine (bijzondere gemeente), te su stoga postali i dio Europske unije.[2] Ovi otoci su ranije bili u sklopu Nizozemskih Antila koji su dio Nizozemskog kraljevstva. Ovo manje proširenje je prvo koje se dogodilo u potpunosti izvan Europe.
- 1. siječnja 2012. — francuski prekomorski departman Sveti Bartolomej napušta Europsku uniju.[3]
- 1. srpnja 2013. (šesto proširenje) — članica EU postaje Hrvatska
- 1. siječnja 2014. — francuski prekomorski departman Mayotte je postao dio Europske unije sa statusom najudaljenije regije.[4][5][6]
- 31. siječnja 2020. – Ujedinjeno Kraljevstvo napušta Europsku uniju uz prijelazno razdoblje koje je trajalo do 31. prosinca 2020.

### Zadnje proširenje
Hrvatska se 2003. godine, prijavila za članstvo u EU, a Europska komisija ju je preporučila za službenog kandidata početkom 2004. godine. Europsko vijeće je odobrilo Hrvatskoj status kandidata sredinom 2004., te odredilo datum za početak pregovora koji su trebali početi u ožujku 2005. godine. Europsko vijeće je odgodilo pregovore 16. ožujka 2005. zbog stava tužiteljstva suda u Haagu o nedovoljnoj suradnji RH s tim sudom. Odgođeni pregovori počeli su 3. listopada 2005. godine. Prije početka pregovora EU s Hrvatskom, pravna stečevina EU podijeljena je na 35 poglavlja, što je četiri više od dotad uobičajenih 31. Ova poglavlja odnose se na poljoprivrednu politiku.
Hrvatska je, nakon Slovenije, druga zemlja bivše SFRJ koja je postala članica Europske unije. Gospodarstvo u državi je relativno stabilno, te su statistički pokazatelji bolji od zemalja koje su postale članice u proširenju 2007. (Bugarska i Rumunjska).
Krajem 2005. dužnosnici EU predvidjeli su primanje Hrvatske u punopravno članstvo između 2008. i 2010., što je i bio cilj tadašnje hrvatske vlade. Ipak, zbog tadašnje situacije u EU, nije bio moguć primitak nove države članice. Rješenje ovog problema predviđeno je Europskim ustavom koji je referendumom odbijen u Francuskoj i Nizozemskoj.
Do zatvaranja svih poglavlja acquis communautairea došlo je sredinom 2011. godine, a Ugovor o pristupanju Republike Hrvatske Europskoj uniji potpisan je iste godine.
Godine 2012. održan je Referendum o pristupanju Hrvatske Europskoj uniji, te je započeo proces ratifikacije u parlamentima država članica.
Posljednja je pristupni ugovor ratificirala Njemačka 16. svibnja 2013., a 1. srpnja iste godine Hrvatska je postala punopravna članica Europske unije.

### Države koje su podnijele zahtjev za članstvo
| Država              | Zahtjev za članstvo         | Status kandidata   | Početak pregovora  | Završetak pregovora | Napomena                                                                                             |
| ------------------- | --------------------------- | ------------------ | ------------------ | ------------------- | --- |
| Albanija            | 28. travnja 2009.           | 24. lipnja 2014.   | 24. ožujka 2020.   | (?)                 | |
| Bosna i Hercegovina | 15. veljače 2016.           | 15. prosinca 2022. | (?)                | (?)                 | |
| Crna Gora           | 15. prosinca 2008.          | 17. prosinca 2010. | 29. lipnja 2012.   | (?)                 | otvoreno 33, zatvoreno 6 poglavlja pregovora                                                         |
| Island              | 16. srpnja 2009.            | 17. lipnja 2010.   | 27. srpnja 2010.   | povučeno            | 12. ožujka 2015. Island povukao zahtjev za članstvo u EU                                             |
| Sjeverna Makedonija | 22. ožujka 2004.            | 16. prosinca 2005. | 24. ožujka 2020.   | (?)                 | |
| Maroko              | 20. srpnja 1987.            | odbijeno           | –--                | –--                 | 21. srpnja 1987. Vijeće EU odbilo kandidaturu Maroka                                                 |
| Norveška            | 1962., 1967., 1970. i 1992. | odbijeno           | –--                | –--                 | 1962. i 1967. Francuska uložila veto na proširenje 1972. i 1994. kandidatura odbijena na referendumu |
| Srbija              | 22. prosinca 2009.          | 1. ožujka 2012.    | 21. siječnja 2014. | (?)                 | otvoreno 18, zatvoreno 2 poglavlja pregovora                                                         |
| Švicarska           | 20. svibnja 1992.           | odbijeno           | –--                | –--                 | 1992. i 2001. kandidatura odbijena na referendumu                                                    |
| Turska              | 14. travnja 1987.           | 12. prosinca 1999. | 3. listopada 2005. | (?)                 | otvoreno 16, zatvoreno 1, blokirano 14 poglavlja pregovora                                           |

(zagrade): predviđeni, odnosno najraniji mogući datum

## Buduća proširenja
██ zemlje članice
██ zemlje kandidati (Albanija, Crna Gora, Sjeverna Makedonija, Srbija, Bosna i Hercegovina, Turska, Moldavija, Ukrajina)
██ podnesen zahtjev za članstvo  (Gruzija, Kosovo)
██ povučen ili zamrznut zahtjev za članstvo (Island, Norveška, Švicarska)
██ napušteno članstvo u EU (Ujedinjeno Kraljevstvo)

### Zemlje kandidati

#### Albanija
Kao već starija članica Partnerstva za mir, Albanija je počela pregovore o sporazumu za stabilizaciju i pridruživanje 2003. godine. Ovaj dogovor je potpisan 12. lipnja 2006., čime je napravljen prvi korak prema članstvu Albanije u EU. Ipak, ulazak Albanije u uniju najviše ovisi o gospodarskoj i političkoj stabilnosti zemlje.
Prateći primjere drugih zemalja istočne Europe koje su sada članice EU, i Albanija se odlučila čvrsto povezati s institucijama Europske unije i NATO savezom. Nakon što je Albanija početkom travnja 2009. godine postala punopravna članica NATO-a, 28. travnja 2009. predala je zahtjev za članstvo u EU.
Europska komisija je 10. listopada 2012. uputila Europskom vijeću preporuku za odobravanje statusa kandidata Albaniji, a status kandidata Albaniji je dodijeljen 26. lipnja 2014.
Pregovori su započeli 24. ožujka 2020.

#### Crna Gora
Nakon referenduma održanog 21. svibnja 2006., Crna Gora je izašla iz državne zajednice sa Srbijom i postala nezavisna država. Nezavisnost ove države znatno je ubrzala početak pregovora za članstvo, u odnosu na vrijeme kad je bila u zajednici sa Srbijom. Pregovori o SSP-u počeli su u rujnu 2006. godine, a sporazum je potpisan u ožujku 2007.
Crna Gora je 15. prosinca 2008. predala zahtjev za učlanjenje u Europsku uniju, 17. prosinca 2010. je dobila status kandidata, a 29. lipnja 2012. je započela pregovore s Europskom unijom.
Smatra se da će glavne prepreke ulasku Crne Gore u EU biti ekološki, sudski i kriminalni problemi. Crna Gora je već pri uvođenju eura, prihvatila euro kao svoju službenu valutu.

#### Sjeverna Makedonija
Sjeverna Makedonija, tada pod imenom Makedonija se 22. ožujka 2004. godine, prijavila za članstvo u EU, a Europska komisija ju je preporučila za službenog kandidata 9. studenog 2005. godine. Europsko vijeće joj je odobrilo status kandidata 17. prosinca iste godine, ali nije odredilo datum za početak pregovora, s obzirom na to da je imala neriješeno pitanje s Grčkom oko imena države, koja joj je osporavala pravo na makedonsko ime, smatrajući da ono pripada grčkom povijesno - civilizacijskom naslijeđu. Makedonija je u veljači 2019. godine riješila taj problem, promijenivši ime u Sjeverna Makedonija, i Grčka ju je prestala blokirati u euro-atlantskim integracijama. 
Trenutačno u Sjevernoj Makedoniji vlada mir nakon što su Albanci u zapadnom dijelu države dobili veću autonomiju putem Ohridskog sporazuma. Gospodarstvo se lagano oporavlja, te država niskim porezima želi privući strane investitore. Makar službeno EU nije objavila okvirno razdoblje kad bi Makedonija mogla ući u uniju, makedonski premijer Nikola Gruevski je smatrao da bi njegova zemlja mogla postati članica već 2012. ili 2013.
Europska komisija je u dva navrata, 2009. i 2012., predložila početak pregovora, a pregovori su započeli 24. ožujka 2020.

#### Srbija
Politika vodstva Republike Srbije je bila pripremiti zemlju za ulazak u EU u razdoblju od 2012. do 2015. Ipak, ovaj ulazak će se dogoditi kasnije zbog etničkih napetosti, statusa Kosova, siromaštva i vrlo raširene korupcije. Kako bi se pripremila za moguće članstvo u EU, Srbija mora provesti brojne reforme.
Pregovori o SSP-u počeli su u studenom 2005. 3.svibnja 2006. Europska unija suspendirala je pregovore o SSP-u sa Srbijom zbog stava tužiteljstva suda u Haagu o nedovoljnoj suradnji Srbije s tim sudom. Pregovori o Sporazumu o stabilizaciji i pridruživanju sa Srbijom su ipak nastavljeni unatoč tome što Ratko Mladić još nije bio izručen, čemu se žestoko protivilo haško tužiteljstvo.
Srbija je dobila status zemlje kandidata 1. ožujka 2012. Formalni početak pregovora je bio 21. siječnja 2014. godine, a prema nerealnim procjenama srbijanske vlade, pregovori su trebali biti okončani 2018.

#### Turska
Pridruživanje Turske Europskoj uniji je sporno pitanje u europskim krugovima. Turska je pridruženi član EU, tj. njezinih prethodnica još od 1964., nakon što je potpisan dogovor između EEZ-a i Turske (Ankarski dogovor) 1963. godine. Turska se službeno prijavila za članstvo 14. travnja 1987., a tek je 1999. priznata kao zemlja kandidat za članstvo. Nakon sastanka na vrhu Europskog vijeća koji je održan 17. prosinca 2004., najavljeni su pregovori o članstvu s Turskom koji su započeli 3. listopada 2005., isti dan kad su počeli i pregovori s Hrvatskom. Proces screeninga koji je započet 20. listopada 2005., završen je 18. listopada 2006.
Od 1996. na snazi je sporazum o carinskoj uniji između EU i Turske.
Od svih zemalja dosad koje žele ući u Europsku uniju, Turska ima najmanju potporu među stanovništvom unije. Protivnici turskog članstva u uniji za svoje argumente navode nepoštovanje sadašnje i bivših vlada Turske prema liberalnoj demokraciji, u što spada: diskriminacija prema etničkim manjinama (poglavito prema Kurdima), prema nesunitskim muslimanima i drugim religijama, prisilni sekularizam i značajna uloga vojske u političkom životu Turske. Europska unija zabrinuta je i zbog rasta nacionalizma u Turskoj, te zbog promjena koje bi se dogodile u europskim institucijama primanjem ove višemilijunske zemlje u članstvo. Mnogi se protive i članstvu jedne izrazito muslimanske zemlje u zajednicu u kojoj su dosad sve zemlje većinski s kršćanskim stanovništvom. Kao veliki argument protivnika članstva Turske u EU, navodi se činjenica da je Turska samo manjim dijelom svog teritorija na europskom kontinentu, dok je većinski dio u Aziji. Vjerojatno najveća prepreka je ipak činjenica da Turska na području nepriznate Turske Republike Sjeverni Cipar s 40.000 vojnika okupira trećinu teritorija Cipra, te odbija priznati državu Cipar, koja je članica EU, kao nezavisnu državu sve dok se ne riješi ciparsko pitanje pod okriljem UN-a. Annanov plan o ujedinjenju otoka u jednu državu kojeg su podupirali UN, EU i ciparski Turci, odbili su ciparski Grci referendumom u travnju 2004.
Pobornici turskog ulaska u uniju kao argumente navode povećanje demokratskih promjena u Turskoj, jačanje gospodarstva EU, te pomlađivanje stanovništva unije turskim mladim stanovništvom. Smatra se da bi članstvo u uniji bila nagrada Turskoj za ulogu u NATO-u i za poboljšanje ljudskih prava koje se dogodilo zadnjih desetljeća.

### Potencijalni kandidati
██ zemlje članice
██ zemlje u pregovorima
██ zemlje kandidati
██ podnesen zahtjev za članstvo
██ zemlje potencijalni kandidati
Odnosi Europske unije s zemljama tzv. zapadnog Balkana (Albanija, Bosna i Hercegovina, Crna Gora, Kosovo, Makedonija i Srbija) trenutačno se smatraju politikom proširenja unije. Neke od ovih država su u pregovorima o pristupanju, neke su priznate kao zemlje kandidati za članstvo, a neke kao potencijalni kandidati. Europska unija ih takvim smatra prema napretku u procesu stabilizacije i pridruživanja.
Sve zemlje proizašle iz bivše SFRJ prihvatile su integraciju u EU kao cilj vanjske politike. Najdalje u tome su došle Slovenija i Hrvatska koje su postale članice EU. Crna Gora i Srbija trenutačno vode pregovore o članstvu, Makedonija i Bosna i Hercegovina su priznate kao zemlje kandidati, a Kosovo kao zemlja potencijalni kandidat.
Isti cilj vanjske politike prihvatila je i Albanija koja je kandidat za članstvo.
Sastankom na vrhu Europskog vijeća 2003. u Solunu, zaključeno je da je integracija zapadnog Balkana prioritetna u procesu širenja EU. Ipak, u strategiji Europske komisije donesenoj 9. studenog 2005. navedeno je kako bi trenutačna politika proširenja na sve države bivše Jugoslavije i Albaniju mogla zaustaviti moguće buduće širenje i na Bjelorusiju, Moldovu, Ukrajinu i Gruziju.

#### Bosna i Hercegovina
Približavanje BiH Europskoj uniji usporavaju brojni gospodarski i politički problemi u zemlji. Ipak, zadnjih godina ostvaren je manji, ali stabilni napredak države, što uključuje i suradnju sa sudom u Haagu.
Pregovori o Sporazumu o stabilizaciji i pridruživanju počeli su 2005. godine. 27. veljače 2008. godine, Olli Rehn izjavio je da bi 28. travnja 2008. godine moglo doći do potpisivanja Sporazuma o stabilizaciji i pridruživanju što bi dovelo do toga da Bosna i Hercegovina početkom 2009. godine i službeno postane zemlja kandidat za ulazak u Europsku uniju.
Sporazum je potpisan 16. lipnja 2008., do 10. veljače 2011. sporazum su ratificirale sve članice EU, međutim stupanje sporazuma na snagu je odgođeno stoga što Bosna i Hercegovina nije ispunila sve prihvaćene obveze, te je stupio na snagu tek 1. lipnja 2015.
Bosna i Hercegovina je 15. veljače 2016. predala službeni zahtjev za članstvo u EU. te je 2022. službeno postala kandidat za članstvo EU.

#### Kosovo
Kosovo je proglasilo neovisnost od Republike Srbije 17. veljače 2008.
Iako 5 zemalja članica EU još nije priznalo kosovsku neovisnost (Cipar, Grčka, Rumunjska, Slovačka i Španjolska), Kosovo je dobilo status potencijalnog kandidata.
Pregovori o Sporazumu o stabilizaciji i pridruživanju su započeli 28. listopada 2013., sporazum je potpisan 27. listopada 2015., a stupio na snagu 1. travnja 2016. Kosovo je prva država čiji se sporazum nije ratificirao u svakoj pojedinoj članici EU.

## Moguća buduća proširenja
Po Ugovoru iz Maastrichta (članak 49), svaka europska zemlja koja poštuje načela Europske unije može se prijaviti za članstvo u istoj. Europsko vijeće odredilo je uvjete za članstvo u EU u tzv. kopenhaškim kriterijima u lipnju 1993. Da li je zemlja europska ili ne, ovisi o procjeni institucija EU. Danas većina zemalja koje se nalaze u Vijeću Europe žele postati članice unije, makar po mnogima određen broj njih spadaju u Europu samo u kulturnom smislu, dok u zemljopisnom spadaju u Aziju. Primjer takve zemlje koja je primljena u EU je Cipar.

### Europska slobodna trgovinska zona (EFTA)
██ Države članice Europske unije
██ Članice EFTA-e

#### Island
Island je podnio zahtjev za članstvo u EU godine 2009., ali je s EU i ranije bio povezan putem Europskog ekonomskog prostora. Island je također potpisnik Schengenskog sporazuma, te je izrazio želju ulaska u eurozonu, makar je izvan EU.
Kao i u Norveškoj, jedan od glavnih razloga opiranja ulasku u EU je strah od gubitka kontrole nad ribolovom u vlastitim teritorijalnim vodama. Islandska vlada osnovala je odbor za traženje načina zaštite ribarskih prava u slučaju ulaska u EU.
Godine 2009. zbog svjetske ekonomske krize, koja je rezultirala kolapsom islandskog gospodarstva, novoizabrana vlada je počela razmišljati o ulasku te zemlje u EU. Europska komisija je smatrala kako bi Island mogao brzo završiti svoj proces ulaska, te su počele špekulacije kako bi Hrvatska i Island mogle zajedno ući u tu organizaciju.
22. svibnja 2013. novoizabrani predsjednik islandske vlade Sigmundur Gunnlaugsson službeno je obavijestio povjerenika za proširenje Europske unije Stefana Fullea da njegova zemlja privremeno otkazuje sve daljnje pregovore o učlanjenju u Europsku uniju, te se povlači i iz svih sporazuma koji su već sklopljeni s Bruxellesom u sklopu procesa euro-integracija. Nova vlada istaknula je da namjerava tu odluku učiniti trajnom. To se i dogodilo sredinom lipnja iste godine.
12. ožujka 2015. Island je povukao zahtjev za članstvo u EU.

#### Lihtenštajn
Lihtenštajn je također član Europskog ekonomskog prostora. Smatra se da bi ova država mogla stupiti u EU ako to učini i Švicarska. Kad bi ova kneževina ušla u uniju, bila bi daleko najmanja nacija u EU, što bi zahtijevalo promjenu načina glasovanja u Europskom parlamentu.

#### Norveška
Norveška, koja je nakon Luksemburga najbogatija zemlja u Europi i svijetu po BDP-u po stanovniku jedina je skandinavska zemlja koja nije članica Europske unije. Smatra se da je glavni razlog norveškog ne ulaska u uniju želja za zadržavanjem kontrole nad izrabljivanjem nafte i plina na svom teritoriju, te nad pravima ribolova u vlastitim teritorijalnim vodama. Norveška se dosad četiri puta prijavila za članstvo u EEZ-u i EU. 1962. i 1967. Francuska je uložila veto na ulazak Norveške u zajednicu, dok su pokušaji ulaska u zajednicu 1972. i 1994. odbijeni nacionalnim referendumom. Iako je članstvo u EU u Norveškoj uvijek aktualna tema, smatra se da u skorije vrijeme neće biti novih pokušaja za kandidaturu za članstvo, zbog nedostatka političke volje i potpore građana.
Važan razlog nezainteresiranosti ulaska ove zemlje u EU je prepuštanje kontrole nad ribolovom europskoj zajedničkoj politici ribolova. Najveći razlog je ipak činjenica da je Norveška visoko razvijena zemlja, koja bi ulaskom u uniju morala znatno novčano pridonositi proračunu EU, od kojeg bi malo dobila natrag.
Thorbjørn Jagland, predsjednik norveškog parlamenta, predložio je pripremanje zajedničke strategije Norveške i Islanda o ulasku u EU. S islandske strane ovaj je prijedlog naišao na odobravanje.

#### Švicarska
Švicarska je sudjelovala u pregovorima o sporazumu o Europskom gospodarskom prostoru kojeg je potpisala 2. svibnja 1992., te je predala zahtjev za članstvo u EU 20. svibnja iste godine. Referendumom održanim 6. prosinca 1992. odbijeno je članstvo u Europskom gospodarskom prostoru. Nakon negativnog rezultata referenduma, švicarska vlada odgodila je pregovore s EU do daljnjega. Drugi pokušaj oživljavanja pregovora o članstvu s EU također je odbijen referendumom 4. ožujka 2001. Smatra se da je glavni razlog euroskepticizma među švicarskim stanovništvom strah od gubitka neutralnosti. Ipak, Švicarska je pristala potpisati Schengenski sporazum, kao i mnoge bilateralne sporazume s unijom.

### Istočnoeuropske države
██ Države članice Europske unije
██ Trenutačna politika proširenja
██ Istočno partnerstvo (EaP)
██ Europsko susjedstvo (ENP)
Smatra se da ove države koje su još politički i gospodarski snažno vezane za Rusiju neće još određeno vrijeme biti razmotrene za članstvo u EU. Institucije Europske unije trenutačno su usmjerene na proširenje na balkanske države te Tursku. Sastankom na vrhu koji je održan u Mamaiji u Rumunjskoj u svibnju 2004., širenje na istočnoeuropske države prikazano je kao velika mogućnost, iako su na sastanku bili prisutni samo predstavnici Ukrajine i Moldove.

#### Bjelorusija
Odnosi Europske unije s Bjelorusijom su trenutačno zategnuti, jer su institucije EU nekoliko puta prozvale bjelorusku vladu zbog autotoritarnog i antidemokratskog ponašanja, te su uvele sankcije za tu zemlju. Trenutačna bjeloruska vlast želi održati bliske odnose s Rusijom s kojom je u svojevrsnoj političkoj uniji.

#### Kazahstan
Kazahstan se djelomično nalazi u Europi, pa ga stoga Vijeće Europe smatra europskom nacijom, te je stoga kvalificiran za punopravno članstvo u Vijeću Europe. Unatoč europskom statusu, članstvo u EU nije ni jednom razmotreno.
Kazahstansko ministarstvo vanjskih poslova izrazilo je zanimanje za europsku susjedsku politiku.

#### Moldova
Europski parlament je 2014. godine donio rezoluciju u kojoj je rečeno da "u skladu s člankom 49. Ugovora o Europskoj uniji, Gruzija, Moldavija i Ukrajina, kao i sve druge europske zemlje, imaju europsku perspektivu i mogu podnijeti zahtjev za članstvo u EU-u u skladu s načela demokracije, poštovanja temeljnih sloboda i ljudskih prava, manjinskih prava i osiguravanja vladavine prava ". 
U travnju 2014., tijekom posjeta moldavsko-rumunjskoj granici kod Sculenija, moldavski premijer Iurie Leanca izjavio je: "Imamo ambiciozan cilj, ali smatram da ga možemo ostvariti: učiniti sve što je moguće da Moldavija postane punopravna članica Europske unije kada će Rumunjska 2019. godine predsjedati EU ".  U srpnju 2017., predsjednik parlamenta Moldavije Andrian Candu rekao je da je zemlja namjeravala podnijeti zahtjev za članstvo do kraja 2018. ili 2019. Također, 2014. je potpisan Sporazum o pridruživanju između Moldove i Europske unije, a nakon što su ga sve 31 potpisnice ratificirale, 1. srpnja 2016. stupio je na snagu. 
Unatoč tomu, Moldova ima mnogih prepreka zu ulazak u EU, jer je zemlja u iznimnom siromaštvu, te ima političkih problema u Pridnjestrovlju, kojeg uopće nema pod kontrolom, a tek su 1995. riješeni problemi u Gagauziji, a u njoj su 2014. velika većina glasali protiv EU, kao i u Pridnjestrovlju, dok je u ostatku države većina potpore. Odnosi s članicom EU, Rumunjskom, trenutačno su napeti zbog moldovskih optužbi na račun Rumunjske u brojnim slučajevima. 
Mogućnost ujedinjenja s Rumunjskom je uvijek aktualno pitanje, iako se ono ne očekuje ubrzo ili uopće zbog velikog gospodarskog tereta kojeg bi to predstavljalo Rumunjskoj (BDP per capita u Moldovi je četiri puta manji nego u Rumunjskoj). Ipak daljnje jačanje rumunjskog gospodarstva, čemu doprinosi i članstvo u EU moglo bi, u ne tako bliskoj budućnosti, dovesti do ujedinjenja s Moldovom. Kada bi se Moldova ujedinila s Rumunjskom, automatski bi postala članica EU, kao što je to bio slučaj s ujedinjenjem Njemačke 1990.
Moldovska vlada ističe europske težnje, ali je dosad u tom pogledu malo napravljeno. 1. svibnja 2004. mnoštvu okupljenom na skupu koji su mahali zastavama EU, zastave su zaplijenjene, a nekolicina je uhićena pod optužbama za antinacionalizam. Moldova je trenutačno najsiromašnija europska zemlja s razvijenom korupcijom i trgovinom ljudi.
6. listopada 2005. EU otvorila je stalno predstavništvo u Kišinjevu.

#### Rusija
Budući da i u ruskoj vladi i u Europskoj uniji vlada mišljenje da pridruživanje Rusije EU nije ni u ruskom niti u EU interesu, mogućnosti za ovaj ulazak su vrlo male. Ipak, vlada mišljenje da bi se Rusija i EU trebale približiti i surađivati na gospodarskom, obrazovnom i znanstvenom području. Ovo je izneseno u dogovoru iz 2003. godine.
Od europskih političara, najveći zagovornik ruskog članstva u EU bio je talijanski premijer Silvio Berlusconi.
Ipak, veliki broj europskih političara je protiv članstva Rusije u EU, pogotovo s područja bivšeg istočnog bloka. Drugi smatraju da bi ovo približavanje ojačalo mir na kontinentu.
Ruska eksklava Kalinjingrad nalazi se okružena prostorom EU, pa je njen status jedno od glavnih pitanja između Ruske Federacije i Europske unije. Rusija još nije ratificirala dogovore o granici s Latvijom i Estonijom, što ostaje otvoreno pitanje.

#### Ukrajina
Neke političke stranke u Ukrajini svojim djelovanjem zagovaraju približavanje Ukrajine EU. Ipak ovo približavanje nema dovoljno zagovornika u uniji. Prema politici Istočnog partnerstva, Ukrajina može postati članica Europske unije.  27. veljače 2014. Europski parlament donio je rezoluciju kojom je priznato pravo Ukrajine da "podnese zahtjev za članstvo u Uniji pod uvjetom da se pridržava načela demokracije, poštuje temeljne slobode i ljudska i manjinska prava te osigurava vladavina zakona". 
Najveći zagovornik je Poljska u kojoj sve političke strane žele približavanje Ukrajine EU. Iako je EU relativno podržavala proeuropskog vođu Narančaste revolucije Viktora Juščenka, brojni skandali nisu stabilizirali političko stanje u zemlji.
Dana 13. siječnja 2005. Europski parlament donio je izjavu (467 za i 19 protiv) u kojoj izražava želju za približavanje Ukrajine EU s mogućnošću članstva. Iako su mogući pregovori o članstvu još daleko, Europska komisija izjavila je da članstvo neće biti isključeno. Također, domaća potpora stanovništva je velika, 68,1% je za, a 17,1% protiv (2019.).
Ipak, u strategiji Europske komisije o proširenju od 9. studenog 2005. navedeno je da bi trenutačni raspored proširenja (preostale zemlje bivše Jugoslavije i Albanija) mogao zaustaviti buduće priključivanje Ukrajine, Bjelorusije i Moldove. U ovom kontekstu sve se češće spominje apsorpcijska moć Europske unije.
Ukrajina i Europska unija su započele pregovore o Sporazumu o pridruživanju 2012., no u studenom 2013., samo tjedan dana uoči predviđenog potpisivanja Sporazuma, ukrajinska vlada je prekinula daljnje pregovore u vezi sa Sporazumom o pridruživanju s EU. Ipak, nakon što je proruska vlada zbačena s vlasti 2014., nastavljen je proces. Prvi dio sporazuma potpisan je 21. ožujka 2014., a drugi dio 27. lipnja. Sporazum je stupio na snagu 1. rujna 2017., nakon što su ga sve 31 zemlje ratificirale.
U ožujku 2016. predsjednik Europske komisije Jean-Claude Juncker izjavio je da će trebati najmanje 20–25 godina da se Ukrajina pridruži EU-u i NATO-u.  U lipnju 2018. predsjednik Ukrajine Petro Porošenko rekao je da očekuje da će se Ukrajina pridružiti EU i NATO do 2030

### Države u Zakavkazju

#### Armenija
Armenija, koja se potpuno nalazi izvan područja koje se smatra Europom, smatra se kulturno vezana uz europski kontinent. Nekoliko armenijskih dužnosnika izrazilo je želju za ulazak njihove zemlje u EU, te neki predviđaju da bi to moglo službeno biti zatraženo za nekoliko godina. Armenijski predsjednik Robert Kočarjan izjavio je da će Armenija održavati veze s Rusijom, te da neće pristupiti Europskoj uniji i NATO-u.
Istraživanje javnog mnijenja provedenog 2005. godine na uzorku od 2000 ljudi pokazalo je da je 64% za priključenje EU, dok je samo 11.8% protiv.
Najveći problemi zemlje su napetosti s Azerbajdžanom zbog statusa Gorskog Karabaha. Država bilježi veliki gospodarski rast zadnjih godina, ali on je vjerojatno uzrokovan bivšom dugotrajnom recesijom. Upitno je i gledište Turske, vjerojatne buduće članice EU, na članstvo Armenije u uniji.

#### Azerbajdžan
Azerbajdžan, koji je kao i Turska većinom muslimanska, turkijska, ali vrlo sekularna zemlja, još nije izrazio želju za ulazak u Europsku uniju. Ova naftom bogata zemlja donekle je razvijenija od svojih susjeda Gruzije i Armenije, te ima visok rast BDP-a i znatna ulaganja u infrastrukturu. Ipak, zbog stanja u Gorskom Karabahu, velikih vojnih ulaganja i demokracije koja je još u razvoju prema europskim stajalištima, male su šanse da će se zemlja, ako to želi, biti uskoro pozvana na pregovore o članstvu. Mogućnosti članstva Azerbajdžana u uniji vjerojatno bi se znatno povećale ulaskom Gruzije ili Turske u EU.

#### Gruzija
Zadnjih godina, politika Gruzije vodi prema izdvajanju iz sfere utjecaja Rusije. Predsjednik Gruzije Mihail Saakašvili nekoliko puta je izrazio želju za ulazak njegove zemlje u EU. Od izlaska Gruzije iz SSSR-a, vladaju mnoge napetosti u zemlji. Južna Osetija i Abhazija traže samostalnost i približavanje Rusiji, dok središnja gruzijska vlada to odbija. Separatistički pokreti djeluju i u Adžariji.
Osim separatizma, veliki gruzijski problem je i korupcija. Iako od svih kavkaških zemalja Gruzija ima najviše šanse za ulazak u EU, to se sigurno neće dogoditi u skoroj budućnosti zbog stanja u zemlji, te zbog nespremnosti EU na takvo članstvo.

### Mikrodržave
Četiri mikrodržave u Europi okružene su prostorom Europske unije. Sve četiri (Andora, Monako, San Marino, i Vatikan) koriste euro i kuju vlastite kovanice. Gospodarstva ovih država blisko su vezana s gospodarstvima susjednih država. Ipak, zbog posebnih gospodarskih zakona koji su vezani uz samo postojanje tih država, ta gospodarstva nisu uskladiva sa standardima EU.

#### Andora
Andorska vlada smatra da trenutačno nema potrebe za ulaskom u EU, iako članstvo u uniji zagovara Socijaldemokratska stranka. Glavni nedostatak ulaska ove zemlje u EU su veliki troškovi.

#### Monako
Monako trenutačno primjenjuje određena pravila EU kroz svoj odnos s Francuskom, koja je članica EU. Monako se nalazi unutar carinske zone EU, te primjenjuje većinu mjera koje se odnose na PDV i trošarine. Država se nalazi unutar Schengenske zone.

#### San Marino
U San Marinu opozicijski Narodni pokret zagovara članstvo u EU, dok je vladajuća Demokršćanska stranka protiv članstva.

#### Vatikan
Država Vatikanskog Grada ima jedinstveni status na europskom kontinentu, kao jedina teokracija, što bi bilo nemoguće uskladiti s članstvom u EU.

### Zavisni teritoriji članica EU
Neke članice Europske unije unutar svog državnog sastava imaju područja koja nisu u potpunosti pokrivena ugovorima Europske unije, te na kojima se unijski zakoni primjenjuju samo djelomično ili se uopće ne primjenjuju. Ovim zavisnim teritorijima moguća je promjena statusa u pogledu na EU, bilo to sudjelovanje u EU ili odvajanje.

#### Grenland
Grenland, koji je posebni teritorij Danske, je jedino područje koje je izašlo iz sastava današnje Europske unije. Nakon što je Danska omogućila devoluciju na Grenlandu 1979. koja je stupila na snagu 1980., održan je referendum na kojem je odlučen izlazak iz zajednice. 1. veljače 1985. Grenland je napustio EEZ i EZAE. Svi danski državljani na Grenlandu (praktički cijelo stanovništvo) imaju status europskih građana, ali ne smiju glasovati na europskim izborima.
Trenutačno nije predviđeno ponovno priključenje Grenlanda u EU.

#### Farski otoci
Farski otoci autonomno su područje Danskog kraljevstva i nije dio EU, što je posebno naglašeno Rimskim ugovorima. Glavni razlog ostanka ovog otočja izvan EU je neslaganje sa zajedničkom politikom o ribarstvu.
Iako među nekim političarima na otočju postoji želja za ulaskom u uniju, drugi smatraju da je prvo potrebno regulirati odnose s Danskom prije ovog mogućeg ulaska.

#### Suverene vojne baze UK-a
Suverene vojne baze Ujedinjenog Kraljevstva na Cipru nisu ušle u EU kad je UK ušlo. Atenskim sporazumom je naglašeno da se ovaj status ne mijenja ni ulaskom Cipra u EU. Ipak, u bazama se primjenjuju neki zakoni Europske unije.

#### Krunski posjedi UK-a
Krunski posjedi britanskog monarha, tj. Kanalski otoci i otok Man dobili su posebna prava ulaskom UK-a u EEZ. Ova prava su regulirana Protokolom 3 sporazuma o priključenju iz 1973. Njime Kanalski otoci i otok Man ulaze u carinsku uniju, dok se druga pravila zajednice na njih ne primjenjuju.

#### Prekomorske zajednice Francuske
Prekomorske zajednice Francuske tj. Sveti Petar i Mikelon, Wallis i Futuna, Francuska Polinezija, Sveti Martin i Sveti Bartolomej imaju praktički svaki zaseban status unutar Francuske Republike, te zbog teškoće reguliranja njihovog statusa unutar unije, nisu u EU, za razliku od prekomorskh regija Francuske koji su unutar EU.

#### Nova Kaledonija
Nova Kaledonija ima vrlo poseban status unutar Francuske Republike, te se razlikuje od svih francuskih teritorijalnih podjedinica. Ovo područje nije unutar unije, te se europski zakoni tamo ne provode. 
Zasad nije moguće predvidjeti budući status ovog otoka unutar unije, jer će se između 2014. i 2019. na otoku provesti referendum o neovisnosti.

#### Nizozemski Antili i Aruba
Nizozemski Antili i Aruba dio su Nizozemskog kraljevstva, te su dio europskih prekomorskih zemalja i područja i na njima se ne provode europski zakoni. 
Dana 15. prosinca 2008. provedeno je restrukturiranje Nizozemskih Antila, čime su Curaçao i Sveti Martin postali zemlje unutar Nizozemskog kraljevstva (zajedno s Arubom i kontinentalnom Nizozemskom), dok su Bonaire, Saba i Sint Eustatius postali dio Nizozemske, te time i dio Europske unije.
Nizozemska je također predložila da novi ustav Europske unije dopusti Arubi i Nizozemskim Antilima (onom dijelu koji je ostao izvan EU od 15. prosinca 2008.) mijenjanje njihovog statusa u ultraperiferalne regije (kao Francuska Gvajana ili Madeira), tako da mogu u budućnosti postati dio EU ako to žele.

### Neeuropske države
Po ugovoru iz Maastrichta (članak 49), svaka europska zemlja koja poštuje načela Europske unije može se prijaviti za članstvo. U ugovoru nije spomenuta mogućnost članstva za neeuropske zemlje. Ipak, prijašnje razmatranje molbe Maroka za članstvo i spominjanje Izraela u kontekstu približavanja uniji moglo bi se protumačiti kao mogućnost da neeuropske zemlje ipak trenutačno mogu postati članice.  

#### Izrael
Približavanje Izraela Europskoj uniji podržali su neki političari i u Izraelu i u Europi. Istraživanje javnog mnijenja provedeno 2004. godine pokazalo je da 85% Izraelaca podržava približavanje njihove zemlje EU.
Novije istraživanje iz 2011. pokazalo je potporu članstvu u EU od 81%.
Ideju pridruživanja Izraela EU poduprijeli su određeni političari u Izraelu i Europi, među kojima su bivši izraelski ministar vanjskih poslova Silvan Shalom, izraelski ministar vanjskih poslova Avigdor Lieberman i bivši talijanski premijer Silvio Berlusconi. Dvojica talijanskih članova Europskog parlamenta radili su u korist izraelskog članstva u EU još 2006.
Izraelska vlada nagovijestila je nekoliko puta da je članstvo u EU mogućnost, ali Europska unija predložila je samo bliske veze s Izraelom. Prepreke ovom članstvu mogle bi biti nestabilnost na Bliskom Istoku, te okupacija palestinskih područja. Istraživanje europske javnosti pokazalo je da vlada poprilično negativno mišljenje o Izraelu.
Vjerojatni argumenti za članstvo Izraela u EU bili bi: u određenom smislu europeizirana kultura, te BDP per capita koji je blizak europskom prosjeku.
Odluku je li Izrael europska zemlja ili ne donijet će Europsko vijeće. Španjolski ministar vanjskih poslova Miguel Ángel Moratinos predložio je privilegirano partnerstvo za Izrael, koje bi nosilo sve prednosti članstva, osim sudjelovanja u institucijama. 11. siječnja 2005. europski povjerenik za industriju i poduzetništvo Günter Verheugen predložio je monetarnu i trgovačku uniju s Izraelom.

#### Maroko
Maroko je predao prijavu za članstvo u EEZ-u u srpnju 1987., koju je vijeće odbilo godinu dana kasnije. Kao objašnjenje za odbijanje prijave, vijeće je izjavilo da ne smatra Maroko europskom zemljom. Iako je gospodarstvo ove države tek u razvitku, te ima neriješene granice sa susjedinim državama, a to je i pitanje Zapadne Afrike, dogovoren je sporazum o odnosima EU i Maroka.

#### Zelenortska Republika
Zelenortska Republika je otočna država u Atlantskom oceanu, čije priključivanje uniji zagovara Portugal. Zelenortska Republika izrazila je želju pridružiti se Europskoj uniji.U ožujku 2005. bivši portugalski predsjednik Mário Soares pokrenuo je zahtjev za priključivanje ove bivše portugalske kolonije EU. Izjavio je da bi Zelenortska Republika djelovala kao most koji bi spajao Afriku, Latinsku Ameriku i Europsku uniju. 
Zelenortska Republika ima dosta manji BDP po stanovniku od svih dosadašnjih država članica, te kandidatskih zemalja. Ipak, ovaj pokazatelj je znatno veći od nekih balkanskih zemalja prema kojima je trenutačna politika proširenja orijentirana. Najveći dio uvoza i izvoza Zelenortske Republike odvija se upravo s EU, a lokalna valuta zelenortski eskudo vezana je uz euro.
Iako se Zelenortsko otočje zemljopisno nalazi u Africi, to ne bi trebala biti prevelika prepreka za članstvo, jer se i Cipar koji je zemlja članica, također ne nalazi na europskom kontinentu. Zelenortski otoci dio su iste otočne skupine kao i Kanarski otoci (Španjolska), te Madeira (Portugal), tj. Makaronezije. Trenutačno EU niti ne priznaje, niti opovrgava da je Zelenortska Republika europska država.
Nedavni postupci politike Zelenortskih otoka mogli bi se protumačiti kao udaljavanje od afričkog političkog okružja i približavanje europskom. Najavljena je jača kontrola ulaska građana zemalja u regiji u ovu državu, kako bi se spriječila ilegalna emigracija u EU.

## Vanjske poveznice
- Proširenje Europske unije  Arhivirana inačica izvorne stranice od 30. rujna 2007. (Wayback Machine) (fr.) (engl.)
- Europska komisija - proširenje - države (engl.)